# Moineville
Moineville ist eine französische Gemeinde mit 1.097 Einwohnern (Stand 1. Januar 2022) im Département Meurthe-et-Moselle in der Region Grand Est (vor 2016 Lothringen). Sie gehört zum Arrondissement Val-de-Briey und ist Mitglied im Gemeindeverband Communauté de communes Orne Lorraine Confluences. Die Einwohner werden Moinvillois und Moinvilloises genannt.

## Geografie
Moineville liegt im nordöstlichen Teil des Départements an der Grenze zum benachbarten Département Moselle etwa 18 Kilometer nordwestlich von Metz an der Orne, einem Nebenfluss der Mosel. Umgeben wird Moineville von den Nachbargemeinden Valleroy im Norden, Auboué im Osten, Sainte-Marie-aux-Chênes (Département Moselle) im Osten und Südosten, Batilly und Jouaville im Süden, Giraumont im Südwesten sowie Hatrize im Westen.
Durch die Gemeinde führt die Autoroute A4. 

## Bevölkerungsentwicklung
| Jahr                       | 1962 | 1968 | 1975 | 1982 | 1990 | 1999 | 2006 | 2019 |
| Einwohner                  | 776  | 747  | 705  | 866  | 864  | 877  | 1067 | 1069 |
| Quellen: Cassini und INSEE |      |      |      |      |      |      |      |      |

## Sehenswürdigkeiten
- Nekropole aus der Merowingerzeit, im 19. Jahrhundert ausgegraben
- Pfarrkirche Saint-Nicolas, 1886–1887 erbaut als Ersatz für den Vorgängerbau von 1770

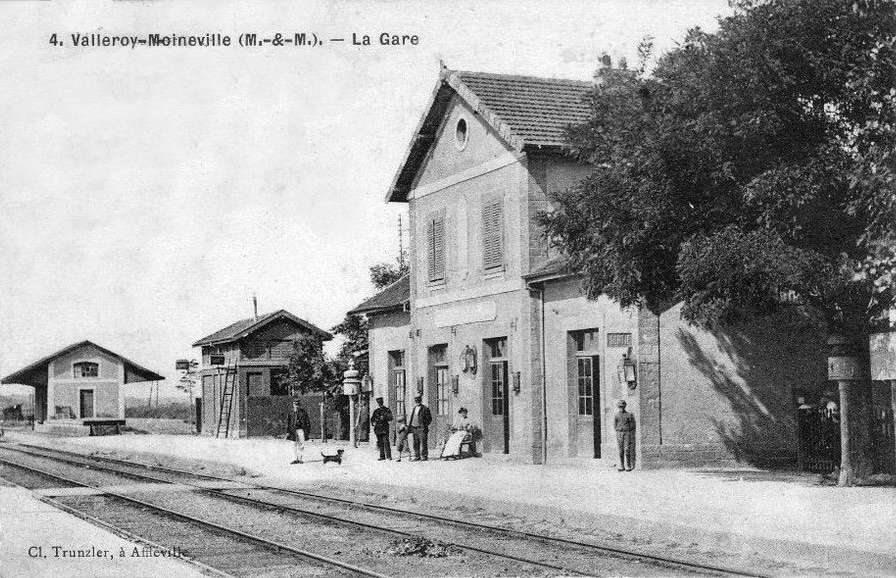
Haltepunkt Valleroy-Moineville um 1910

- Taubenschlag aus dem 18. Jahrhundert

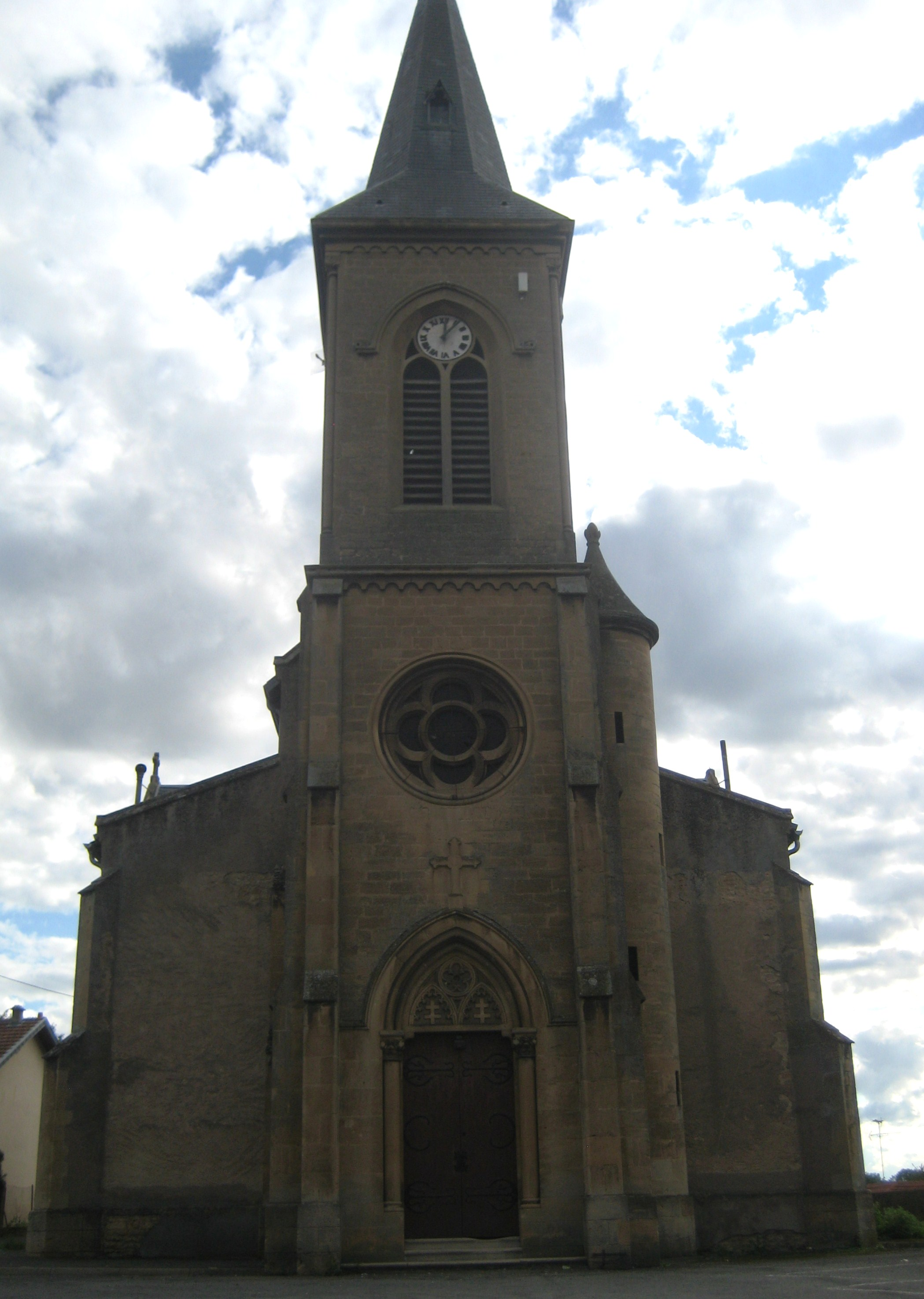
Pfarrkirche Saint-Nicolas
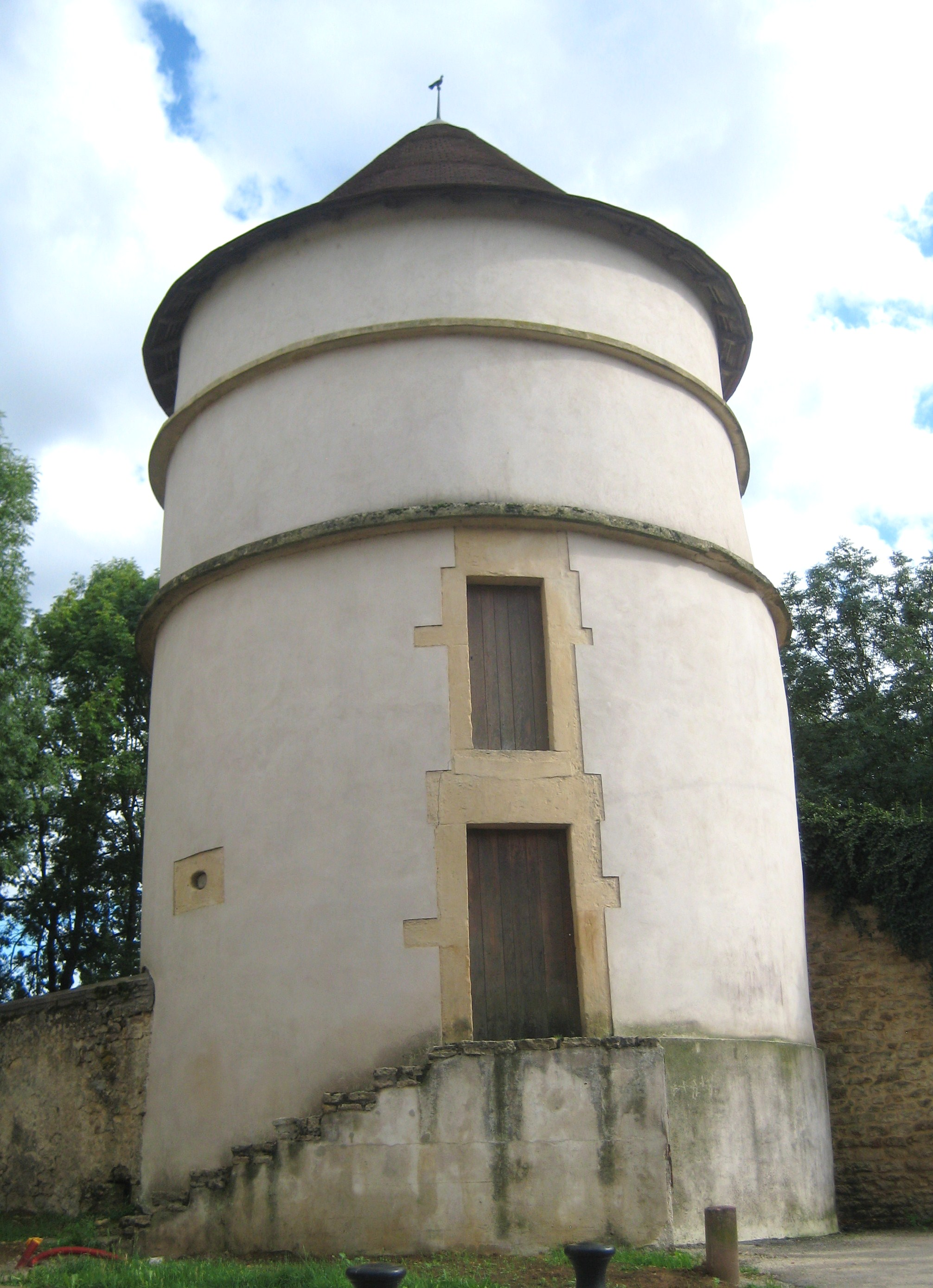
Taubenschlag

## Verkehr
Der Haltepunkt Valleroy-Moineville liegt an der Bahnstrecke Saint-Hilaire-au-Temple–Hagondange und war früher Ausgangspunkt der Bahnstrecke Valleroy-Moineville–Villerupt-Micheville.